# الدوري العراقي لكرة اليد 2017–2018
الدوري العراقي لكرة اليد 2017-2018 كان الموسم رقم 41 , أقيم بنظام التجمعات حيث تم توزيع الاندية على مجموعتين كل مجموعه ضمت (8 اندية) تأهل من كل مجموعه 5 اندية ليكون عدد دوري الدرجة الممتازة 10 اندية، بعد انطلاقة الدوري لم يستطيع نادي السليمانية اكمال الدوري بسبب الاوضاع السياسية التي حدثت بالبلد نتيجة استفتاء انفصال اقليم كوردستان عن العراق ومن ثم أعلن النادي الانسحاب وعدم اكمال البطولة، ولعبت خلاله 140 مباراة سجل خلالها 3351 هدفاويذكر بان هناك لقائين لم يقامان في الدوري (بلدية البصرة ضد النجف / بلدية البصرة ضد نفط ميسان)هناك 5 فرق انسحبت امام نادي الشرطة ولم تلعب تلك المباراة. فاز بالبطولة نادي الشرطة لكرة اليد للموسم الثالث على التوالي بدون هزيمة أو تعادل بقيادة المدرب ظافر صاحب الذي احرز لقبه الشخصي رقم 13 كمدرب للاندية وهو المدرب الوحيد في البلد الذي احرز لقب الدوري مع أكثر من نادي، ولقد احرز اللاعب  أشرف مؤيد  لقب هداف الدوري، لعب الدوري العراقي في عدة صالات على النحو التالي (صالة مراكز رعاية الموهوبين - صالة منذر علي شناوة - صالة وسام المجد - صالة الكوفة للالعاب الرياضية - صالة محمد الحكيم - صالة رحيم عباس - صالة التربية الرياضية في ميسان - صالة اسعد شكر - صالة نادي نفط الجنوب), اقيمت المباريات في عدة محافظات (بغداد - النجف - ميسان - كربلاء - الحلة - الديوانية - ذي قار - البصرة),

## الترتيب النهائي للدوري
|   | الفريق            | عدد المباريات | الفوز | التعادل | الهزيمة | لهُ+ | عليه- | فارق الاهداف | النقاط |
| - | ----------------- | ------------- | ----- | ------- | ------- | --- | ----- | ------------ | ------ |
| 1 | نادي الشرطة       | 16            | 16    | 0       | 0       | 431 | 219   | 212          | 48     |
| 2 | نادي الجيش        | 16            | 12    | 2       | 2       | 429 | 325   | 104          | 38     |
| 3 | نادي الكرخ        | 16            | 10    | 2       | 4       | 401 | 376   | 25           | 32     |
| 4 | نادي كربلاء       | 16            | 10    | 0       | 6       | 428 | 420   | 8            | 30     |
| 5 | نادي النجف        | 15            | 8     | 1       | 6       | 329 | 344   | -15          | 25     |
| 6 | نادي الكوفة       | 16            | 5     | 1       | 10      | 370 | 385   | -15          | 16     |
| 7 | نادي بلدية البصرة | 14            | 3     | 1       | 10      | 276 | 320   | -44          | 10     |
| 8 | نادي السنية       | 16            | 2     | 1       | 13      | 349 | 498   | -149         | 7      |
| 9 | نادي نفط ميسان    | 15            | 0     | 0       | 15      | 338 | 464   | -126         | 0      |

## وصلات خلية
- العراق
- منتخب العراق لكرة اليد
- كرة اليد

## وصلات خارجية
- https://ibnnews.net/archives/119187
- https://www.alghadpress.com
- https://www.kooora.com/?team=6725